# 費尼克斯島金翅雀鯛
費尼克斯島金翅雀鯛（學名：Chrysiptera albata），又稱費尼克斯島刻齒雀鯛，是輻鰭魚綱鱸形目雀鯛科金翅雀鯛屬的其中一種，分布於中太平洋吉里巴斯海域，深度40至55公尺，本魚體呈橢圓形而側扁，整體顏色為白色，背鰭硬棘14枚、背鰭軟條12枚、臀鰭硬棘2枚、臀鰭軟條13枚，體長可達2.8公分，棲息在陡峭的礁坡沙石底部，成小群行動，以浮游生物為食，繁殖期成對出現，雄魚會守護魚卵至孵化，生活習性不明。